# Zwevezele
Zwevezele è una località del comune di Wingene, nella provincia belga delle Fiandre Occidentali. Precedentemente comune autonomo, è stato accorpato a Wingene dal 1º gennaio 1977.